# قاموس الرجال (كتاب)
قاموس الرجال هو كتاب إسلامي عن علم الرجال كتبه محمد تقي التستري في 12 مجلدًا، وبدأ في كتابته عام 1936. كُتب قاموس الرجال كنقد لكتاب التنكيل المُغل لعبد الله ماماغني. ويؤكد الكاتب أنه أزال الأخطاء التي وجدها في كتاب التنكيل المُغل.
نشر الكتاب في عام 1999مركز نشر الكتب بالمعهد الإسلامي للنشر. مؤلف الكتاب هو محمد تقي التستري، وهو من علماء علم الرجال في القرن الرابع عشر الهجري. نوى التستري تسمية كتابه بـ " تصحيح التنكيل المُغل ، لكنه اختار اسم كتابه قاموس الرجال بناءً على اقتراح أصدقائه وأقاربه.

## أسماء أخرى
قام آغا بوزرج طهراني بتسمية قاموس الرجال باسم تعليقات على التنكيل المُغل، وأيضًا باسم حواشي التنكيل المُغل.